# Palpimanus gibbulus
Palpimanus gibbulus là một loài nhện trong họ Palpimanidae. Loài này được phát hiện ở het Middellandse Zeegebied en Centraal-Azië. De spin heeft een zwart kopborststuk. Het achterlijf is rozerood gekleurd. De poten zijn oranje. Het voorste paar is dikker en langer en is donkerrood van kleur. Deze 'palppoten' zijn bij de mannetjes langer dan de ander. Ze leven năm de strooisellaag of onder stenen.